# Fort de Staigue

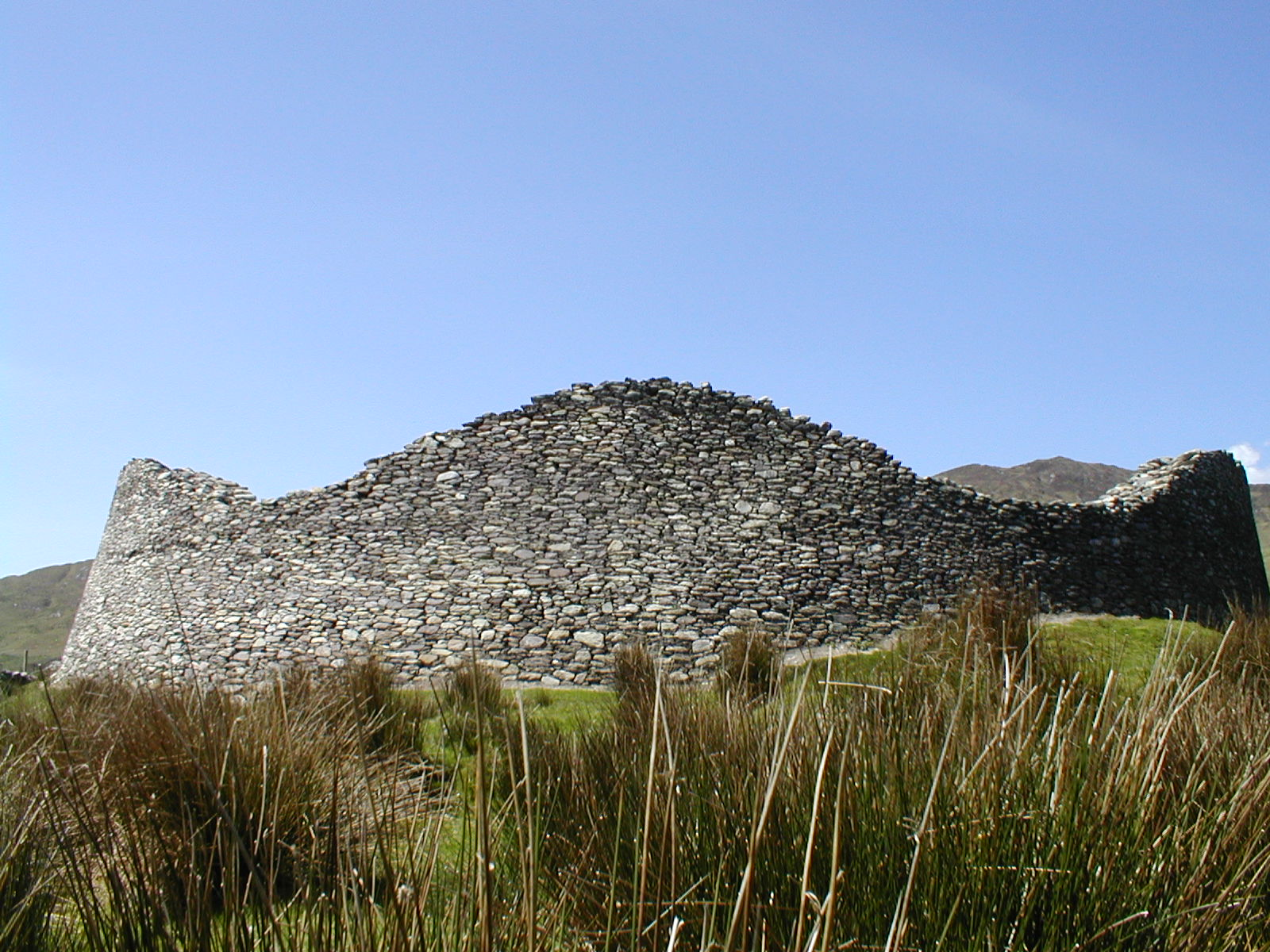
Fort circulaire de Staigue

Le fort circulaire de Staigue (Staigue Stone Fort) est un fort partiellement en ruine, situé à cinq kilomètres de Sneem, sur la Péninsule d'Iveragh du Comté de Kerry en Irlande.

## Présentation
Sa datation est difficile, mais on pense qu'il a été bâti à la fin de  l'Age du fer, probablement entre 300 et 400 av. J.-C., comme une place forte défensive pour un seigneur ou un roi local.
Situé dans une vallée orientée vers le sud et donnant sur l'océan, le fort est entouré d'un glacis et d'un fossé de 8 m de large et encore profond de 1,80 m, tous deux visibles sur le côté Nord.
Les murs du fort atteignent une hauteur supérieure à 5,5 m par endroits pour 27,4 m de diamètre et 4 m d'épaisseur. L'accès à l'intérieur se fait par une porte de 1,80 m de haut à double linteau.  Le fort de Staigue représente un effort considérable de construction et d'ingénierie. Il a été construit sans l'aide de mortier, en appareil de pierres couchées. Des joints verticaux continus dans le mur montrent que des ouvertures ont été créées pendant la construction puis rebouchées à la fin du chantier.
Il reste des traces d'extraction minière du cuivre à proximité. L'endroit semble donc avoir été essentiellement un lieu d'artisanat et un observatoire.

## Photos

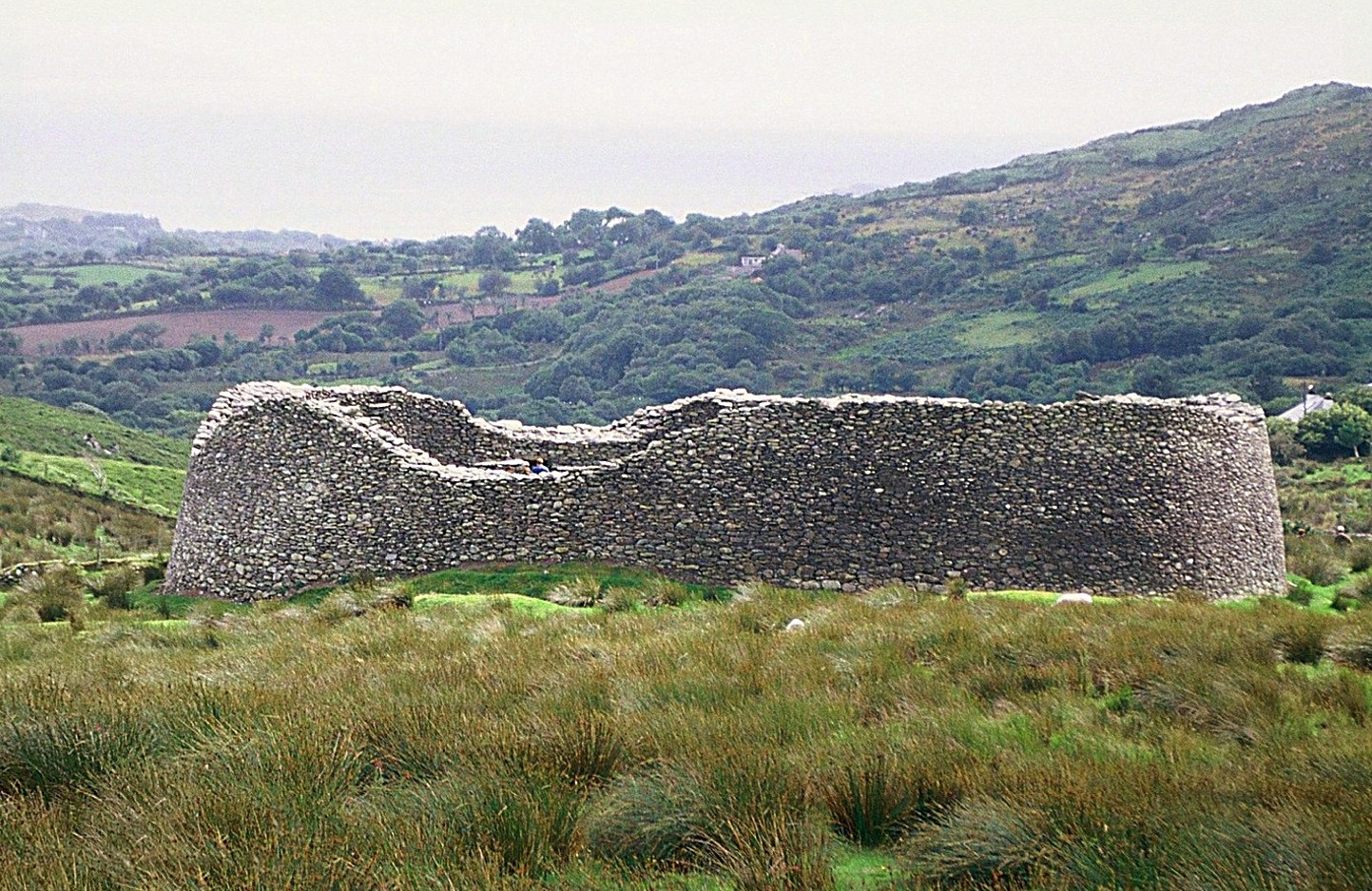
Vue du fort de Staigue
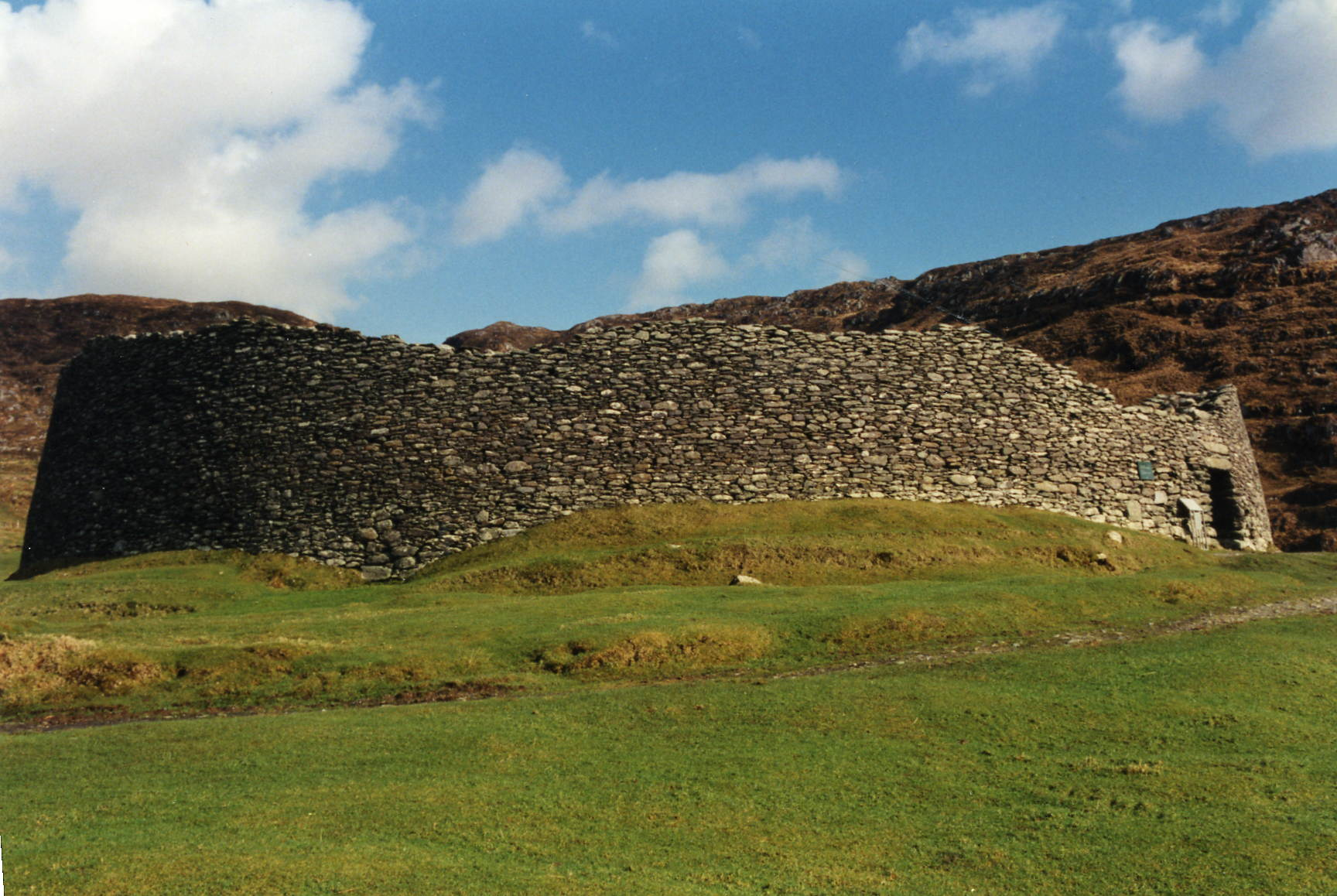
Entrée du fort